# Cơ cấu tổ chức Không lực Hải quân Đế quốc Nhật
Không lực Hải quân Đế quốc Nhật Bản hoạt động dưới sự kiểm soát của Cục Hàng không Hải quân(Kaigun Kōkū Hombu).

## Tổ chức hành chính

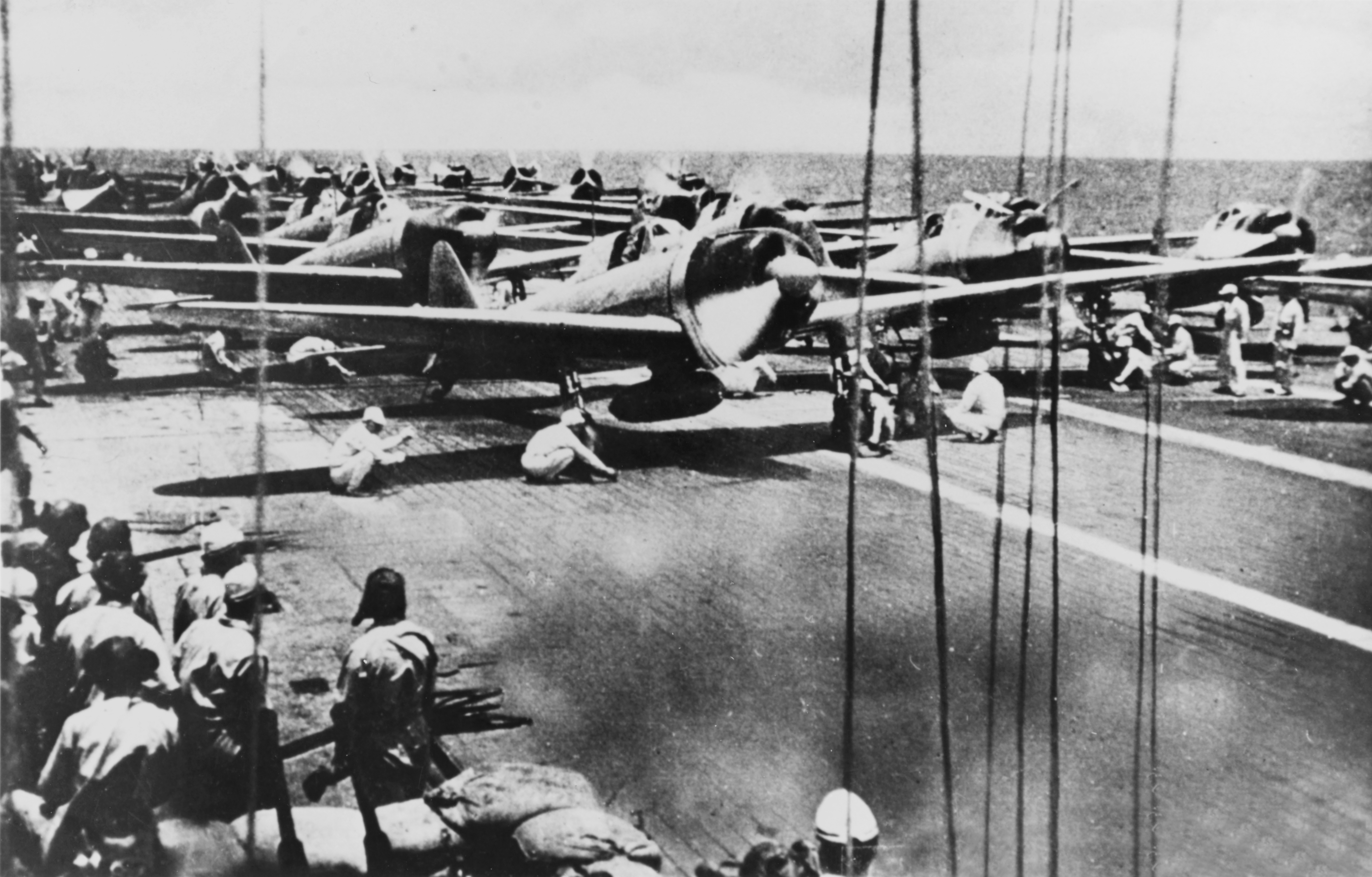
Mitsubishi A6M2 "Zero" mẫu 21 trên boong máy bay của mẫu hạm Shokaku, ngày 26 tháng 10 năm 1942, Trận chiến Quần đảo Santa Cruz.

### Kōkū Kantai
Kōkū Kantai (航空艦隊 Hàng không hạm đội) bao gồm một hoặc nhiều kōkū sentai. Kōkū Kantai nổi tiếng nhất là Hàng không hạm đội thứ nhất bao gồm sáu tàu sân bay của Nhật và chịu trách nhiệm về vụ tấn công Trân Châu Cảng. Hải quân Nhật cũng duy trì hệ thống hạm đội hàng không hải quân trên đất liền và hạm đội hàng không khu vực gọi là homen kantai bao gồm các loại máy bay ném bom hai động cơ và thủy phi cơ.

### Kōkū Sentai
Kōku Sentai (航空戦隊 Hàng không chiến đội) bao gồm hai hoặc nhiều Kōkūtai, họ được chỉ huy bởi Chuẩn đô đốc. Kōkū sentai có thể bao gồm từ một số ít đến 80 hoặc 90 máy bay, và phụ thuộc vào cả nhiệm vụ và loại tàu sân bay hoặc sân bay mà họ được điều đến. Một kōkū sentai tương đương với một hạm đội tàu sân bay và bao gồm tất cả các máy bay của tàu sân bay trong hạm đội. Kōku sentai đầu tiên được thành lập vào tháng 12 năm 1941, bao gồm tất cả các máy bay trên tàu sân bay Akagi và Kaga. Trên đất liền, kōku sentai bao gồm 3 kōkutai.

### Hệ thốngKōkūtai
Kōkūtai (航空隊 Hàng không đội) tương đương với một Liên đoàn bay Mỹ/Đức/Pháp hay Trung đoàn không quân Việt Nam. Một kōkūtai theo nghĩa rộng nhất bao gồm một phi đội và đơn vị đồn chú của phi đội đó ví dụ như sân bay hay tàu sân bay. Một kōkūtai có thể có từ 18 tới 27 máy bay và lấy tên của đơn vị đồn trú nơi họ được thành lập. Nó có thể bao gồm một loại máy bay hay sử dụng kết hợp nhiều loại máy bay. Đối với các kōkūtai trên đất liền, chúng thường mang nhiều máy bay hơn từ 24 đến hơn 100 máy bay. Đa số các kōkūtai trên đất liền chỉ sử dụng một loại máy bay và nằm dưới quyền chỉ huy của Vùng hải quân (chinjufu) mà đơn vị đồn trú gốc của họ nằm trong. Các kōkūtai này sau đó được chỉ định tên bằng số hay căng cứ đóng quân. Đầu cuộc chiến tranh Thái Bình Dương, Hải quân Nhật có hơn 90 kōkūtai.
Theo hệ thống Kōkūtai trên đất liền được thiết lập vào năm 1916, căn cứ không quân và Kōkūtai sẽ được thành lập theo nhu cầu chiến lược tại một cảng hải quân (gunkō) hay cảng chiến lược (yōkō). Tên của chúng được lấy từ các nơi này và chúng nằm dưới sự chỉ huy của các cảng đó. Các Kōkūtai và căn cứ nằm ngoài các cảng đó được đặc dưới sự chỉ huy của Vùng hải quân gần nhất. Từ lúc thành lập đơn vị không quân trên cạn đầu tiên của Hải quân Nhật tại Yokosuka cho tới kết thúc cuộc chiến tranh Thái Bình Dương, cụm từ Kōkūtai dùng để chỉ cả căn cứ hoạt động và đơn vị không quân đang đồn trú tại đó. Đơn vị bay (Hikōkitai or hikōtai) vận hành máy bay còn các nhân sự còn lại vận hành và bảo trì cơ sở vật chất tại căn cứ. Giống như việc đội bay của một tàu sân bay được coi như là một phần cốt lõi của tàu, các Kōkūtai được coi như là thuộc đội hình của căn cứ nơi họ được đồn trú.
Năm 1919, Hải quân Nhật đưa ra các quy định mới nói rằng trong thời gian chiến tranh, khẩn cấp hay diễn tập có thể thành lập các Tōkusetsu Kōkūtai (Không đoàn đặc biệt) và được đặc tên số hay địa danh. Chúng có thể là không quân tàu sân bay hay trên đất liền nhưng đa số là không quân trên cạn và được đặc tên số. Trong hầu hết các trường hợp, các đơn vị này được tách từ các Kōkūtai có sẵn. Đơn vị đầu tiên của cơ chế này là Kōkūtai số 11, được thành lập ngắn hạn vào năm 1936. Mặc dù quy định này được áp dụng vào năm 1916 và 1919, nhưng phải đến những năm 1930 thì mới có các quy định và hướng dẫn cụ thể về cơ cấu tổ chức nội bộ, vị trí, chức năng và chế độ huấn luyện của của các Kōkūtai này. Các quy định và hướng dẫn này tiếp tục được sửa đổi cho đến hết Thế chiến.
Vào tháng 11 năm 1936, Hải quân Nhật sắp xếp thành lập các Tōkusetsu rengō kōkūtai (Không đoàn liên kết đặc biệt), bao gồm ít nhất hai Kōkūtai. Các Kōkūtai kết hợp này được hình thành nhằm tăng cường không lực của một đơn vị chỉ huy. Kōkūtai kết hợp thứ nhất và thứ hai được hình thành vào tháng 7 năm 1937 vào thời kì đầu của cuộc Chiến tranh Trung-Nhật và là lực lượng cốt lõi của các chiến dịch trên không của Hải quân trong những năm đầu của cuộc chiến. Các Jōsetsu rengō kōkutai (Không đoàn liên kết thường trực), phiên bản cố định của Kōkūtai kết hợp, bắt đầu được thành lập vào tháng 12 năm 1938. Cho đến hết những năm 1930, đa số các Kōkūtai mang máy bay hỗn tạp với chủ đạo là thủy phi cơ nhưng sau này dùng càng nhiều các máy bay chiến đấu, máy bay ném ngư lôi, máy bay ném bom bổ nhào trên tàu sân và máy bay ném bom hai động cơ đặt trên đất liền. Tuy nhiên, đến năm 1941 các Kōkūtai trên cạn của Hải quân Nhật gần như hoàn toàn chỉ sử dụng một loại máy bay duy nhất ngoại trừ, Kōkūtai Chitose đóng ở Micronesia thì sử dụng kết hợp máy bay ném bom hạng trung và máy bay chiến đấu. Vào ngày 1 tháng 11 năm 1942, tất cả các Kōkūtai trên cạn với tên địa điểm đã được chỉ định lại bằng tên số.
Trong suốt Thế chiến, cấu trúc này thiếu linh hoạt và cản trở các chiến dịch tiền tuyến, do đó, vào tháng 3 năm 1944, các lực lượng không quân trên bộ của Hải quân Nhật đã được tái cơ cấu, và một số hikōtai đã được chỉ định số độc lập và nhận dạng riêng của họ bên ngoài Kōkūtai chỉ huy của họ.

### Hikōtai
Hikōtai (飛行隊 Phi hành đội)(tương đương với Phi đội Việt Nam) là đội hình bay của một Kōkūtai cả trên cạn và trên tàu sân bay. Hikōtai được chỉ huy bởi một Trung úy, Chuẩn úy hay một Thượng sĩ có kinh nghiệm trong khi đa số phi công là hạ sĩ quan. Cả phiên bản trên tàu sân bay và trên đất liền đều mang 9, 12 hay 16 máy bay. Hikōtai là đơn vị chiến đấu chính của Không lực Hải quân Nhật và tương đương với một Chūtai của Không lực Lục quân Nhật. Mỗi hikōtai gồm bốn phần, mỗi phần gọi là shōtai gồm ba hoặc bốn máy bay. Đến giữa năm 1944, đa số shōtai sử dụng bốn máy bay.

### Hikō Buntai
Hikō Buntai (飛行分隊 Phi hành phân đội) là đơn vị hành chính nhân sự nhỏ nhất của Không lực Hải quân. Đơn vị này chỉ mang tính hành chính và không phải là đơn vị chiến đấu. Tất cả nhân sự trong một kōkūtai được chia thành vào đội gọi là buntai. Trong hikōtai mỗi buntai bao gồm tất cả những nhân sự cần để bay và bảo trì một phi đội Chūtai. Số người trong một buntai sẽ khác nhau tùy theo vai trò, nhiệm vụ và loại máy bay của buntai đó. Mặc dù phi công sử dụng thuật ngữ chūtai và buntai như một, buntai là đơn vị hành chính còn chūtai là đơn vị chiến đấu trên không. Một buntaicho (Phân đội trưởng) sẽ được gọi là chūtaicho (Trung đội trưởng) khi đang bay.

## Đội hình chiến thuật và tác chiến

### Hikōkitai
Hikōkitai (飛行機隊 Phi hành cơ đội) là đội bay của một tàu sân bay mà lấy tên của tàu sân bay mà họ đóng quân,  ví dụ Akagi hikōkitai.

### Daitai,Chūtai,Shōtai
Một Daitai (大隊 Đại đội) gồm 18 máy bay. Một Chūtai (中隊 Trung đội) bao gồm 9 máy bay còn một Shōtai (小隊 Tiểu đội) có 3 máy bay 

## Hệ thống định danh cácKōkūtai

### Trước ngày 31 tháng 10 năm 1942
- Tên địa điểm: Không đoàn hải quân cố định (常設航空隊, Jōsetsu-Kōkūtai).
- Tên đánh số: Không đoàn hải quân không cố định (特設航空隊, Tokusetsu-Kōkūtai).

### Sau ngày 1 tháng 11 năm 1942
- Tên đánh số: Không đoàn loại 'A' (甲航空隊, Kō Kōkūtai) là đơn vị chiến đấu. 
  - Ví dụ 
    - Kōkūtai thứ 12 là không đoàn huấn luyện (máy bay ném bom).
    - Kōkūtai thứ 121 là không đoàn máy bay trinh sát.
    - Kōkūtai thứ 762 là không đoàn máy bay ném ngư lôi trên mặt đất.
    - Kōkūtai thứ 1081 là không đoàn không vận quân sự.

  - Bảng quy định

| Giá trị | Chữ số hàng trăm(phân loại)                                                     | Chữ số hàng chục (cơ quan có thẩm quyền) | Chữ số hàng đơn vị                                                |
| ------- | ------------------------------------------------------------------------------- | ---------------------------------------- | ----------------------------------------------------------------- |
| 0       | Không đoàn huấn luyện                                                           | Vùng hải quân Yokosuka                   | Số lẻ là không đoàn cố định. Số chẵn là không đoàn không cố đinh. |
| 1       | Không đoàn máy bay trinh sát                                                    | Vùng hải quân Yokosuka                   | Số lẻ là không đoàn cố định. Số chẵn là không đoàn không cố đinh. |
| 2       | Không đoàn máy bay chiến đấu (máy bay chiến đấu tàu sân bay)                    | Vùng hải quân Yokosuka                   | Số lẻ là không đoàn cố định. Số chẵn là không đoàn không cố đinh. |
| 3       | Không đoàn máy bay chiến đấu (tiêm kích đánh chặn)                              | Vùng hải quân Kure                       | Số lẻ là không đoàn cố định. Số chẵn là không đoàn không cố đinh. |
| 4       | Không đoàn máy bay trinh sát nổi                                                | Vùng hải quân Kure                       | Số lẻ là không đoàn cố định. Số chẵn là không đoàn không cố đinh. |
| 5       | Không đoàn máy bay ném bom bổ nhào, nhóm máy bay ném ngư lôi                    | Vùng hải quân Sasebo                     | Số lẻ là không đoàn cố định. Số chẵn là không đoàn không cố đinh. |
| 6       | Không đoàn tàu sân bay, nhóm thủy phi cơ phóng từ tàu ngầm                      | Vùng hải quân Sasebo                     | Số lẻ là không đoàn cố định. Số chẵn là không đoàn không cố đinh. |
| 7       | Không đoàn máy bay ném bom trên đất liền, nhóm máy bay ném bom tấn công trên bộ | Vùng hải quân Sasebo                     | Số lẻ là không đoàn cố định. Số chẵn là không đoàn không cố đinh. |
| 8       | Không đoàn thuyền bay                                                           | Vùng hải quân Maizuru                    | Số lẻ là không đoàn cố định. Số chẵn là không đoàn không cố đinh. |
| 9       | Không đoàn máy bay tuần tra hàng hải (hộ tống hàng hải)                         | Vùng hải quân Maizuru                    | Số lẻ là không đoàn cố định. Số chẵn là không đoàn không cố đinh. |
| 10      | Không đoàn không vận quân sự                                                    | Vùng hải quân Maizuru                    | Số lẻ là không đoàn cố định. Số chẵn là không đoàn không cố đinh. |

Ví dụ: Kōkūtai thứ 601 có chữ số hàng trăm là 6 (Không đoàn tàu sân bay), số hàng trục là 0 (thuộc vùng hải quân Yokosuka) và số 1 (đóng cố định trên tàu sân bay thuộc hạm đội tàu sân bay thứ nhất)
- Tên địa điểm: Không đoàn loại 'A' là đơn vị đào tạo, đơn vị đánh giá. 
  - Ví dụ 
    - Atsugi Kōkūtai
    - Kasumigaura Kōkūtai
    - Takuma Kōkūtai
    - Yokosuka Kōkutai
- Tên vùng: Không đoàn loại 'B' (乙航空隊, Otsu Kōkūtai) là đơn vị bảo vệ căn cứ không quân. 
  - Ví dụ 
    - Kantō Kōkutai
    - Mariana Kōkutai
    - Hitou Kōkutai

### Sau ngày 1 tháng 3 năm 1944
- Bảng quy định

| Phân loại                                        | Số Phi đội | Loại máy bay (vai trò)                                                     |
| ------------------------------------------------ | ---------- | -------------------------------------------------------------------------- |
| Phi đội chiến đấu (戦 闘 飛行 隊Sentō Hikōtai)   | 1 – 400    | Máy bay chiến đấu loại 'A' hoặc máy bay chiến đấu tàu sân bay (甲戦 Kōsen) |
| Phi đội chiến đấu (戦 闘 飛行 隊Sentō Hikōtai)   | 401 – 800  | Máy bay chiến đấu loại 'B' (乙戦 Otsusen, máy bay tiêm kích)               |
| Phi đội chiến đấu (戦 闘 飛行 隊Sentō Hikōtai)   | 801 – 1000 | Máy bay chiến đấu loại 'C' (丙戦 Heisen, máy bay chiến đấu đêm)            |
| Phi đội tấn công (攻 撃 飛行Kōgeki Hikōtai)      | 1 – 200    | Máy bay ném bom bổ nhào trên tàu sân bay                                   |
| Phi đội tấn công (攻 撃 飛行Kōgeki Hikōtai)      | 201 – 400  | Máy bay ném bom tấn công trên tàu sân bay                                  |
| Phi đội tấn công (攻 撃 飛行Kōgeki Hikōtai)      | 401 – 600  | Máy bay ném bom trên đất liền                                              |
| Phi đội tấn công (攻 撃 飛行Kōgeki Hikōtai)      | 601 – 800  | Máy bay ném bom tấn công trên đất liền                                     |
| Phi đội trinh sát (偵察 飛行 隊Teisatsu Hikōtai) | 1 – 200    | Máy bay trinh sát                                                          |
| Phi đội trinh sát (偵察 飛行 隊Teisatsu Hikōtai) | 201 – 300  | Thuyền bay                                                                 |
| Phi đội trinh sát (偵察 飛行 隊Teisatsu Hikōtai) | 301 – 600  | Thủy phi cơ trinh sát                                                      |
| Phi đội trinh sát (偵察 飛行 隊Teisatsu Hikōtai) | 601 – 800  | (các số không rõ danh tính)                                                |
| Phi đội trinh sát (偵察 飛行 隊Teisatsu Hikōtai) | 801 – 1000 | Máy bay tuần tra hàng hải                                                  |
| Phi đội vận tải (挺進 飛行Teishin Hikōtai)       | 1 – 100    | Vận chuyển                                                                 |

## Hệ thống nhận dạng máy bay hải quân
Khi bắt đầu Chiến tranh Thế giới thứ hai, Hải quân Nhật có ba hệ thống đánh tên cho máy bay: Hệ thống số thí nghiệm Shi (試), hệ thống số Shiki (式 có thể dịch là Mẫu, Kiểu hay Loại) và hệ thống mã số giống hệ thống sử dụng bởi Hải quân Mỹ từ năm 1922 đến 1962.
Mỗi thiết kế mới sẽ được cấp trước một số Shi dựa trên số năm trị vì của Thiên Hoàng hiện tại. Chiếc Mitsubishi Zero ban đầu được cấp tên gọi là Máy bay chiến đấu trên tàu sân bay hải quân 12-shi (海軍十二試艦上戦闘機)
Khi được đưa vào sản xuất, chiếc Zero được cấp tên Shiki. Tên đầy đủ của nó là Máy bay chiến đấu trên tàu sân bay của Hải quân Kiểu 0 (海軍零式艦上戦闘機) vì nó được đưa vào biên chế vào năm 1940 tương đương với năm 2600 của lịch Nhật Bản.
Máy bay cũng được cấp một "tên mã" bằng chữ số La Mã.
- Chữ cái đầu tiên (đôi khi là hai chữ đầu tiên) chỉ ra loại hoặc mục đích cơ bản của máy bay.
- Chữ cái thứ hai là một số cho biết số thứ tự của thiết kế trong loại máy bay trên.
- Chữ cái thứ ba là chữ mã của nhà sản xuất và bao gồm một số công ty ngoài Nhật Bản.

(Chiếc G4M là máy bay tấn công trên đất liền (G), là chiếc đời thứ tư của loại máy đó (4) và được. Mitsubishi thiết kế và sản xuất)
- Chữ sốt thứ tư là một con số chỉ phiên bản của máy bay.

Do đó, phiên bản sản xuất đầu tiên của 'Zero' là A6M1.
Dữ liệu từ:Japanese Military Aircraft Designations
| Kí tự | Tên         | Romanji             | Loại máy bay                                                                        |
| ----- | ----------- | ------------------- | ----------------------------------------------------------------------------------- |
| A     | 艦上戦闘機  | Kanjyo Sento-ki     | Máy bay chiến đấu trên tàu sân bay                                                  |
| B     | 艦上攻撃機  | Kanjyo Kougeki-ki   | Máy bay tấn công trên tàu san bay                                                   |
| C     | 艦上偵察機  | Kanjyo Teisatsu-ki  | Máy bay trinh sát trên tàu sân bay                                                  |
| D     | 艦 上爆撃機 | Kanjyo Bakugeki-ki  | Máy bay ném bom bổ nhào trên tàu sân bay                                            |
| E     | 水上偵察機  | Suijyo Teisatsu-ki  | Thủy phi cơ trinh sát gắn trên tàu                                                  |
| F     | 水上観測機  | Suijyo Kansoku-ki   | Thủy phi cơ dám sát gắn trên tàu                                                    |
| G     | 陸上攻撃機  | Rikujo Kougeki-ki   | Máy bay tấn công trên cạn                                                           |
| H     | 飛行艇      | Hiko-tei            | Tàu bay                                                                             |
| J     | 陸上戦闘機  | Rikujyo Sento-ki    | Máy bay chiến đấu trên cạn                                                          |
| K     | 練習機      | Renshuu-ki          | Máy bay huấn luyện                                                                  |
| L     | 輸送機      | Yuso-ki             | Máy bay vận tải                                                                     |
| M     | 特殊機      | Tokushu-ki          | Máy bay đặc biệt                                                                    |
| MX    | 特殊機 実験 | Tokushu-ki (Jikken) | Máy bay đặc biệt (Thử nghiệm)                                                       |
| N     | 水上戦闘機  | Suijyo Sento-ki     | Thủy phi cơ chiến đấu                                                               |
| P     | 陸上爆撃機  | Rikujyo Bakugeki-ki | Máy bay ném bom trên cạn                                                            |
| Q     | 哨戒機      | Shokaiki            | Máy bay tuần tra                                                                    |
| R     | 陸上偵察機  | Rikujyo Teisatsu-ki | Máy bay trinh sát trên cạn                                                          |
| S     | 夜間戦闘機  | Yakan Sento-ki      | Máy bay chiến đấu đêm                                                               |
| X     |             |                     | Máy bay thử nghiệm hay nhập khẩu dùng để thí nghiệm (dùng chung với các mã còn lại) |

| Kí tự | Nhà sản xuất              |
| ----- | ------------------------- |
| A     | Aichi                     |
| A     | North American Aviation   |
| B     | Boeing                    |
| C     | Consolidated Aircraft     |
| D     | Showa                     |
| D     | Douglas Aircraft          |
| F     | Grumman                   |
| G     | Hitachi Kokuki            |
| G     | Goodyear                  |
| H     | Hiro                      |
| H     | Hawker                    |
| He    | Heinkel                   |
| J     | Nihon Kogata Hikoki       |
| J     | Junkers                   |
| K     | Kawanishi                 |
| K     | Kinner                    |
| M     | Mitsubishi                |
| M     | Airspeed                  |
| N     | Nakajima                  |
| P     | Nihon                     |
| S     | Sasebo                    |
| Si    | Showa                     |
| V     | Vought-Sikorsky           |
| W     | Watanabe                  |
| W     | Kyushu                    |
| Y     | Yokosuka                  |
| Z     | Mizuno Guraida Seisakusho |

Những thay đổi nhỏ hơn được chỉ định bằng cách thêm các chữ cái sau bộ mã. Hai chữ cái đầu tiên và số sê-ri vẫn giữ nguyên cho vòng đời của mỗi thiết kế.
Trong một số trường hợp, khi vai trò thiết kế của máy bay thay đổi, vai trò mới được chỉ định bằng cách thêm dấu gạch ngang và mã vai trò vào cuối ký hiệu ngắn hiện có.
(ví dụ, H6K4 là tàu bay thứ sáu (H6) được thiết kế bởi Kawanishi (K), phiên bản thứ tư của thiết kế đó (4). Khi máy bay được trang bị chủ yếu dưới dạng máy bay vận tải, tên gọi của nó là H6K4-L. với chữ L chỉ định vai trò mới)